# Gaucho
Pour les articles homonymes, voir Gaucho (homonymie).
 (novembre 2024).

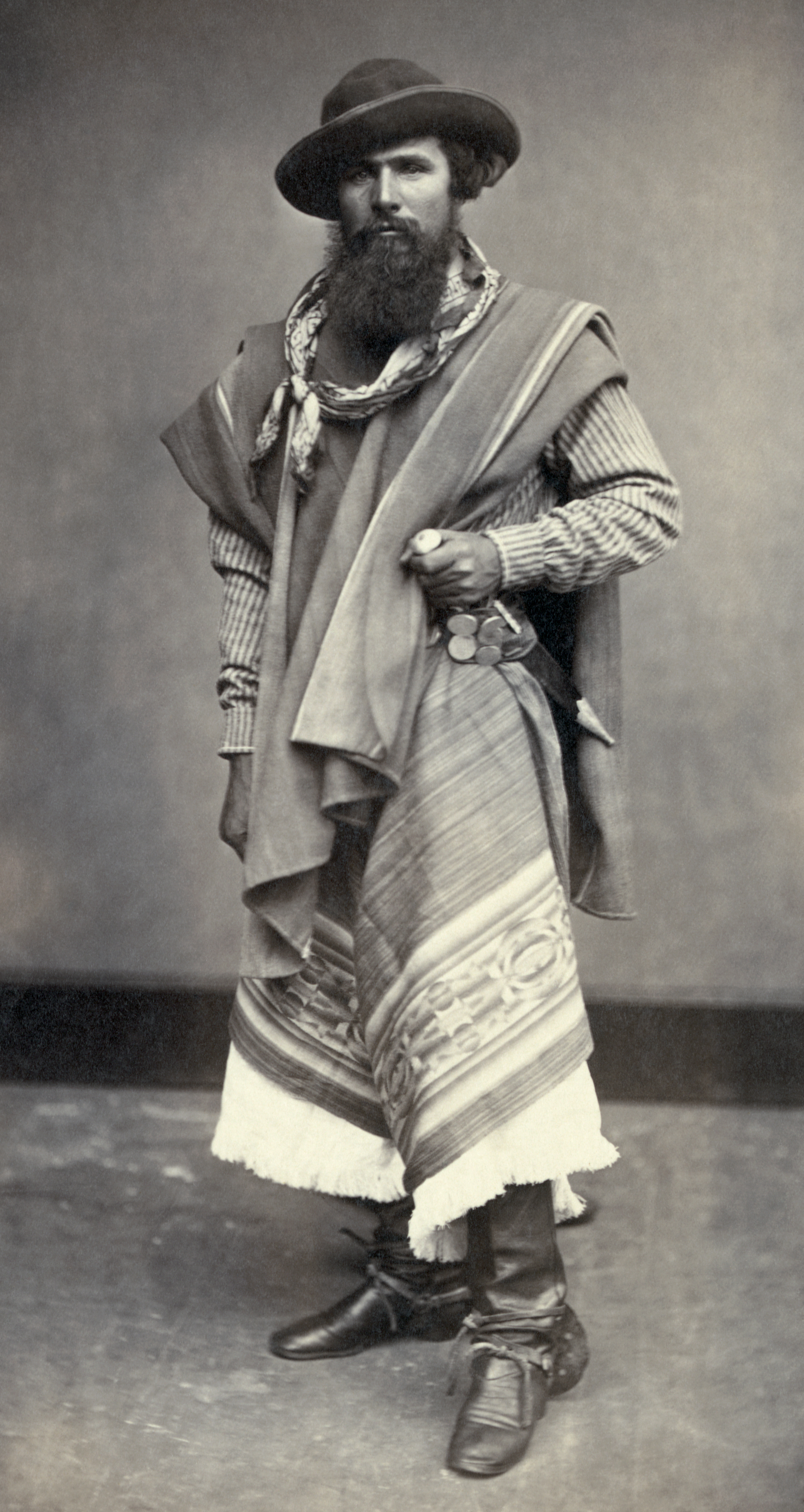
Gaucho en Argentine, 1868.

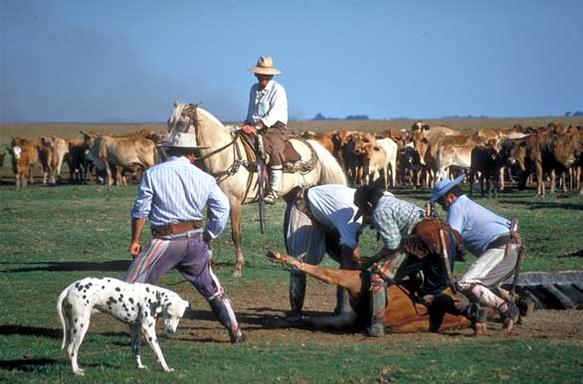
Gauchos dans la province de Corrientes en Argentine.

Le gaucho (en espagnol gaucho, en portugais gaúcho) est un gardien de troupeaux de la pampa en Amérique du Sud de climat tempéré, c'est-à-dire en Argentine, en Uruguay, dans le sud du Brésil, au Paraguay, dans le sud-est de la Bolivie (Tarija) et dans le sud du Chili, pays dans lequel est plus souvent utilisé le mot huaso. 
Au Brésil, le mot gaúcho est aussi un gentilé qui désigne les habitants de l'État du Rio Grande do Sul.
En Argentine, le gaucho est honoré le 6 décembre à l'occasion de la « Journée nationale du gaucho » (Día Nacional del Gaucho).

## Linguistique
Le mot gaucho est attesté pour la première fois en 1771 sous la plume du commandant du fort de Maldonado dans une lettre adressée au gouverneur du Rio de la Plata Juan José de Vértiz y Salcedo (1718-1799), en référence à des « malfaiteurs » (malhechores) réfugiés dans la montagne : « habiendo noticia que algunos gauchos se habían dejado ver a la Sierra » (ayant été informé que quelques gauchos se sont laissé voir dans la Sierra).
Le mot espagnol se prononce ˈɡawtʃo (« gAoutcho »), le mot portugais ɡaˈuʃu (« gaOUchou ») (l'accent tonique ne porte pas sur la même voyelle).
Ce terme aurait pour origine 
- soit le mot quechua huacchu (« orphelin, solitaire »),
- soit le mot caló (gitan) gacho (« homme », « type »), dérivé du mot romani gadjo (« non rom », « paysan »).

Il existe une forme féminine : gaucha. La compagne du gaucho est le plus souvent appelée china.

## Activités traditionnelles
Si l'on s'intéresse aux activités traditionnelles, on peut essayer de dénombrer les divers types de personnages de la culture gaucho. Il faut faire la différence entre ceux qui parcourent la pampa et la ville, et ceux qui travaillent dans la ferme.

### À travers la pampa et dans les villes

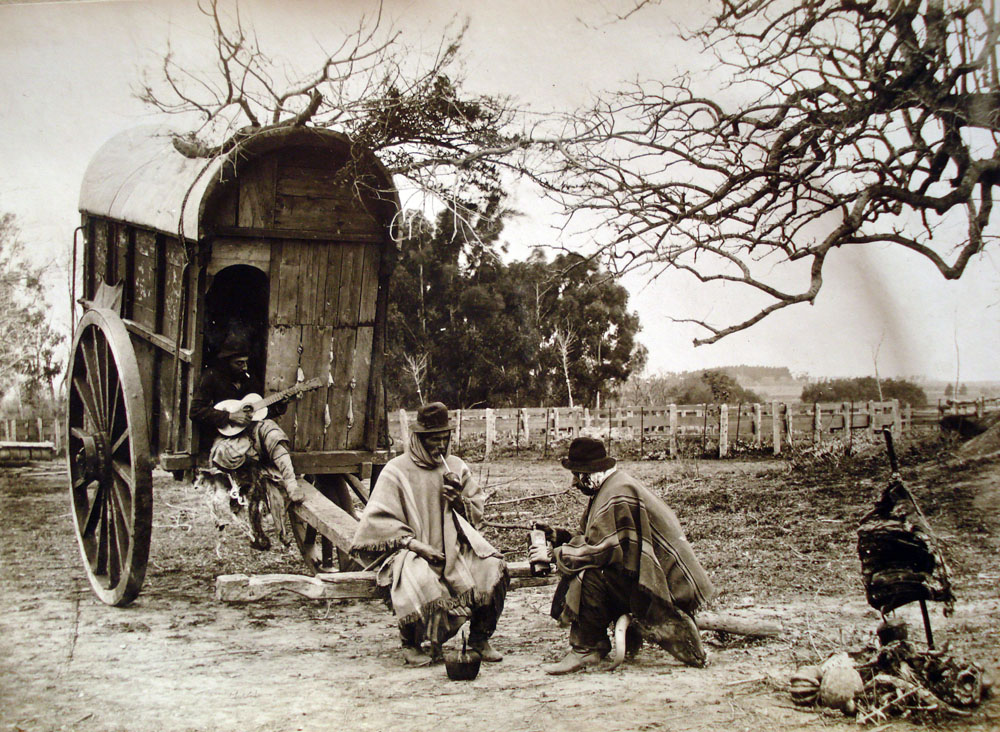
Gauchos compagnons de boisson jouant de la guitare dans la pampa argentine (vers 1890).

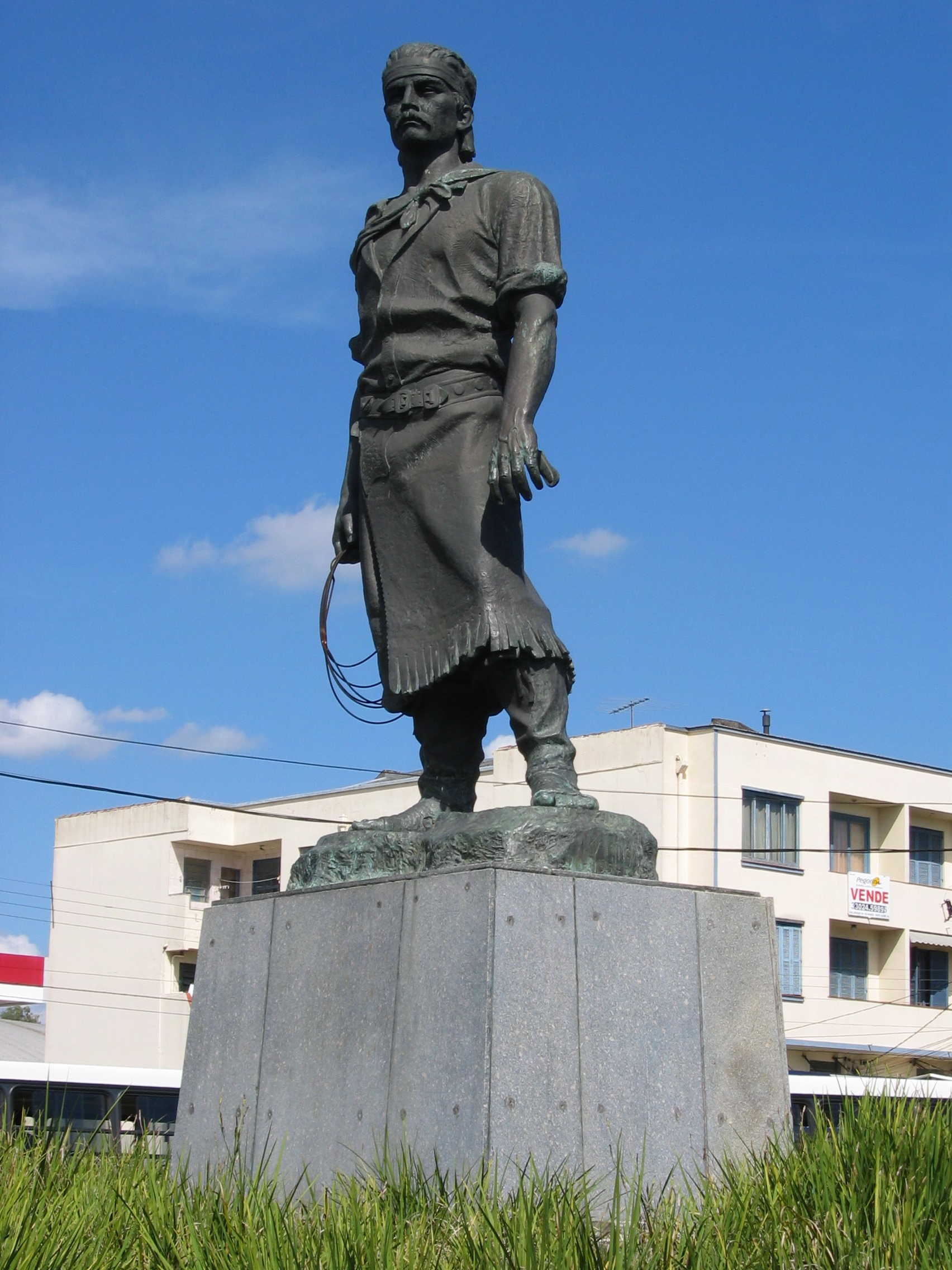
Le gaúcho brésilien, statue du Laçador, Porto Alegre, RS (Brésil).

- Le baquiano

Grand connaisseur de sa région, il en était le guide et était notamment utilisé par les forces militaires pour les guider lors de leurs campagnes. Il connaissait chaque chemin, bois, gué, montagne.
- Le chasque

Le chasque ou chasqui (mot quechua signifiant messager) était le nom donné au cavalier de la pampa qui transportait des messages et courriers aux autres régions.
- Le payador

Il s'agissait d'une sorte de chanteur, accompagné d'une guitare, qui improvisait sur n'importe quel sujet. Quand deux « payadores » se rencontraient, ils faisaient des duels de « payadas » dont la durée dépendait du talent des interprètes. C'est le « payada de contrapunto » (le match de chant). Ces joutes sont à rapprocher du bertsolarisme. 
- Le pulpero

Le pulpero était le gaucho qui aidait dans une pulpería. Peu de ces hommes étaient instruits. Ils vendaient de la nourriture, du vin et d'autres boissons alcoolisées et du maté. En été il était vêtu d'une chemise sans gilet, d'une chiripá faite de matériaux légers.
- Le rastreador

C'était un expert pour retrouver les animaux ou personnes perdues, volées ou fugitives. Il « lisait » avec beaucoup d'habileté les pistes laissées sur le sol ou les environs, ce qui en faisait une aide efficace pour la police.

### Travail quotidien
- Le domador

Le domador est le seul travail gaucho qui se soit maintenu à travers le temps. Il dresse les chevaux. Avant de commencer la formation le gaucho doit attacher le cheval sauvage au palenque (un poteau), le brosser, le laver et le caresser. Puis il fait sentir au cheval le poids de la selle et le monte.
- Le capataz

Le capataz (contremaître) était la personne responsable de la gestion d'un ranch ou d'une ferme. Cet homme connaissait les travaux des champs, les corrals et le rassemblement ou rodeo, à pied comme à cheval, et employait plusieurs travailleurs.
- L'estanciero

Ce gaucho était le propriétaire d'un ranch. Dans la ferme il était vêtu d'une chiripá fait d'un poncho, de gilets luxueux, d'un large chapeau, d'une écharpe qui fermait sa chemise au col large. Il coiffait souvent ses cheveux longs en une tresse appelée coleta.
- Le marucho

Le marucho était la personne qui prenait soin des bœufs et mules quand ils mangeaient, dormaient ou lors d'un mauvais temps quand le bétail ne pouvait bouger à cause du mauvais état des routes. Comme il s'agissait d'un travail léger, le marucho était souvent un jeune homme.
- Le mayordomo

Il était le gaucho administrateur dont dépendaient les travaux de la ferme. Non seulement il dirigeait les ouvriers mais il maîtrisait aussi la piala (lasso), la doma (l'apprivoisement) ou la yerra. Il faisait également des rondes la nuit pour surveiller la ferme et éloigner les éventuels cambrioleurs.
- Le puestero

Le puestero est l'ouvrier de la ferme qui occupe un poste dans l'estancia. Il peut posséder un troupeau de moutons ou il peut s'occuper d'eux, partageant une moitié ou un tiers de la laine et de qu'il obtient dans l'année avec le propriétaire.
- Le resero

Il était le tropero (cowboy) qui devait sortir les vaches et guider ensuite le troupeau. Son nom dérive de « res » (animal) et « tropa » (troupeau).
El Caballo est le cheval du gaucho. Ils participent ensemble a l'entretien du bétail.

### Lagaucha
Aussi bonne cavalière que lui, c'est elle qui s'occupe de faire pousser les céréales (blé et maïs), les pastèques, les oignons, de faire cuire le pain au four, et de tisser les ponchos de son compagnon. On peut la reconnaître à la chemise qu'elle porte par-dessus un sous-vêtement, assortie d'une ample et longue robe à franges, avec une écharpe de coton. Sa coiffure est le plus souvent faite de deux tresses.

## Habillement

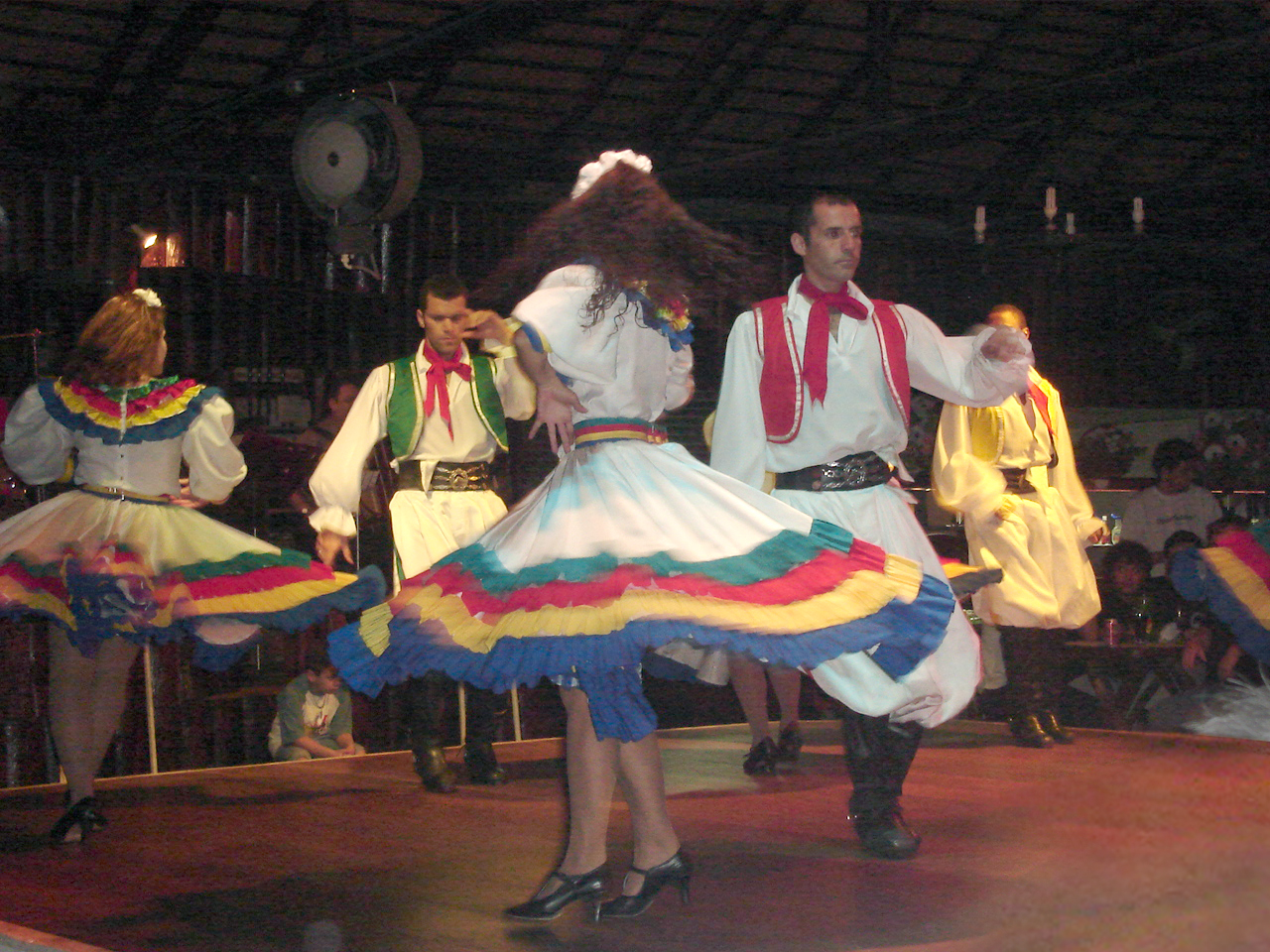
Spectacle touristique de gauchos..

Les vêtements et les éléments de la selle ou du harnais sont généralement appelés les pilchas. Être bien empilchado (en français : habillé) signifie, revêtir de bons vêtements ou avoir une selle luxueuse, ou les deux.
- On distinguait trois types de chaussures : 
  - Les botas de potro (es), botas fuertes (es) ou Bota patria et les Alpargatas. Les Botas de Potro étaient faites d'une seule pièce de cuir, sans couture, des extrémités postérieures des ânes, chevaux, juments, chats sauvages, du puma ou du « yaguareté » (nom argentin du jaguar).
  - Les Botas fuertes étaient des sortes de bottes en cuir auxquelles étaient rattachées des éperons en argent.
  - Les Alpargatas (espadrilles) sont des chaussures populaires rurales de la région du Río de la Plata, faites de toile avec une semelle en corde et d'origine basque, qui succéda dans les années 1830 à la "bota de potro". C'était la chaussure favorite pour jouer au jeu de la « Pelota a paleta ». Contrairement à d'autres vêtements, l'alpargata est devenue une pilcha essentielle pour les deux sexes, et accompagnait essentiellement la bombacha.
- Les bas : le Calzòn, le Calzoncillo Cribado, le Chiripà (es) (sur-pantalon), le Leon, Pantalon Bombacho ou bombacha (les bombachas, pantalons bouffants, provenaient, à l'origine, des surplus des régiments de zouaves français, vendus par Napoléon III au général Urquiza en 1856, après la guerre de Crimée[2].).
- Les hauts : la Chemise, le Chaleco, la Chaqueta, le Poncho.
- Les ceintures : la Faja, Tirador, la Rastra.
- Les accessoires : l'écharpe, le chapeau, la Boina ou le béret.
- Les armes : les Boleadoras, le facon (large et long couteau), les éperons dits nazarenas, le Rebenque (es).

## Traditions culinaires

### Maté
Le maté dans les pays hispanophones (ou chimarrão au Brésil) est une infusion traditionnelle issue de la culture des indiens guaranis. Cette boisson, consommée chaude au Brésil et en Argentine, de goût fort et amer est préparée avec des feuilles de yerba maté. Elle se boit dans une calebasse grâce à une paille métallique qui sert aussi de filtre, la bombilla. Pour le savourer, les Gauchos s'organisent en cercle où il passe de main en main selon un rituel très précis qui invite par exemple les participants à faire circuler la calebasse dans le sens anti-horaire afin de faire passer le temps moins vite.
Cette boisson traditionnelle aiderait à supporter le froid de l'hiver et symbolise par ses rites de consommation la fraternité et l'hospitalité des Gauchos.

### Plats
- La viande grillée : les Gaúchos cultivent encore aujourd'hui la pratique régulière du barbecue (churrasco). La viande de bœuf et d'agneau, assaisonnée de gros sel, est cuite enfilée sur une pique métallique placée au-dessus ou à côté du foyer.
- Autres plats : la carbonada (la carbonade flamande aurait-elle un rapport avec l'occupation espagnole des Pays-Bas ?), la carne con cuero, le charque, les chicharrones, les empanadas, le locro, la mazamorra, les pasteles, le pororò o pochoclo, les tortas.

### Ustensiles
L'asador, le chifle, le horno de barro (four), le mortero (mortier),

## Le gaucho dans les arts et la culture

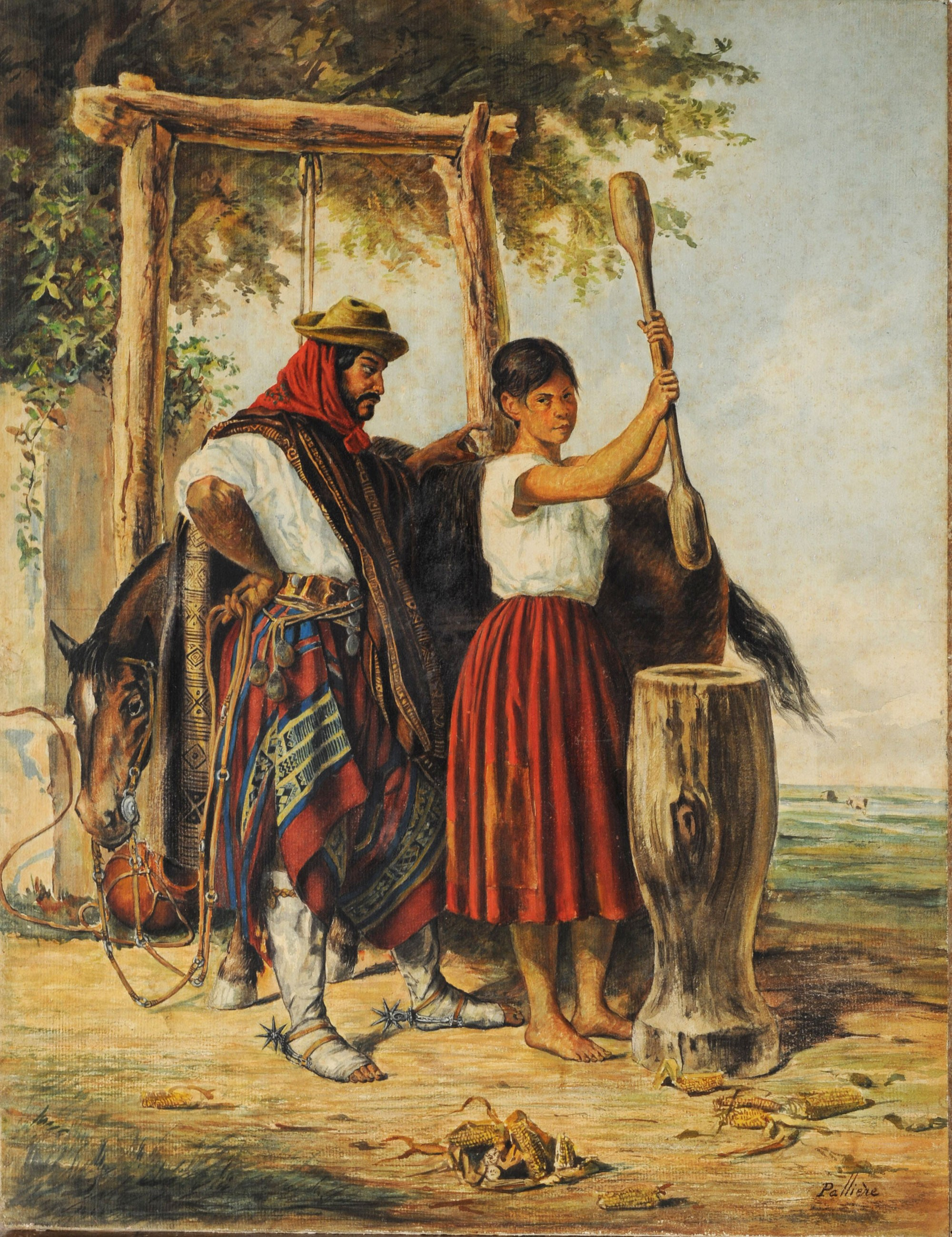
Gaucho et pileuse de maïs, peinture de Juan León Pallière, 1868.

### Littérature: auteurs emblématiques
- Domingo Faustino Sarmiento (1811 - 1888) : écrivain et homme politique ;
- José Hernández (1834 - 1886) : poète et journaliste argentin ;
- Ricardo Güiraldes (1886 - 1927) : poète et romancier.
- Les peintres gauchos principaux :
- Prilidiano Pueyrredón (1823 - 1870)
- Florencio Molina Campos (1891 - 1959)
- Miguel Angel Gasparini (né en 1953)

### Bande dessinée
Les bandes dessinées mettant en scène des gauchos (historieta gaucha (es) en espagnol) sont un genre important de la bande dessinée argentine. La série du genre ayant eu la plus grande durée de publication est Lindor Covas (es) de Walter Ciocca.